# 가미노카와정
가미노카와정(일본어: 上三川町 가미노카와마치[*])은 일본 도치기현 남부에 있는 가와치군의 정이다.

## 지리
간토평야의 북부, 도치기현 중남부에 위치하고 도쿄에서 직선 거리로 약 90km 북방에 위치한다. 정역은 평지부와 하천으로 이루어져 있고 산은 없다. 정의 북부는 우쓰노미야시, 동부는 모카시, 서부와 남부는 시모쓰케시와 접하고 정의 중심부에는 다가와강이 남북으로 흐르고 에가와강을 사이에 두고 모카시와의 경계에는 기누강이 흐른다.

## 역사
- 1889년 4월 1일 - 정촌제 시행으로 가미노카와촌, 혼고촌, 다코촌이 성립하였다.
- 1891년 12월 26일 - 다코촌이 개칭하여 메이지촌이 되었다.
- 1893년 7월 1일 - 가미노카와촌이 정으로 승격하여 가미노카와정이 되었다.
- 1955년 4월 29일 - 가미노카와정, 혼고촌, 메이지촌이 합병해 새로운 가미노카와정이 탄생하였다.

## 인구
| 연도 | 인구   | ±%     |
| ---- | ------ | ------ |
| 1920 | 13,961 | —      |
| 1930 | 15,037 | +7.7%  |
| 1940 | 15,881 | +5.6%  |
| 1950 | 19,824 | +24.8% |
| 1960 | 17,766 | −10.4% |
| 1970 | 18,003 | +1.3%  |
| 1980 | 24,597 | +36.6% |
| 1990 | 27,300 | +11.0% |
| 2000 | 29,421 | +7.8%  |
| 2010 | 31,617 | +7.5%  |

## 교통

### 도로
- 기타칸토 자동차도
- 국도 4호선
- 신 4호선 국도
- 국도 352호선(일본어판)

### 철도
정 서부의 시모쓰케시와의 경계에는 도호쿠 신칸센과 우쓰노미야선이 남북으로 지나고 있고, 정 관내에 우쓰노미야 화물 터미널역이 있다. 단 여객 취급이 있는 역으로는 인근 시모쓰케시에 있는 이시바시역이 가장 가깝다.